# Ticușu Nou
Ticușu Nou – wieś w Rumunii, w okręgu Braszów, w gminie Comăna. W 2011 roku liczyła 626 mieszkańców.